# Monte Vettore
Monte Vettore to szczyt w Apeninach na granicy prowincji Umbria i Marche, we Włoszech.